# Ramiro Guzmán

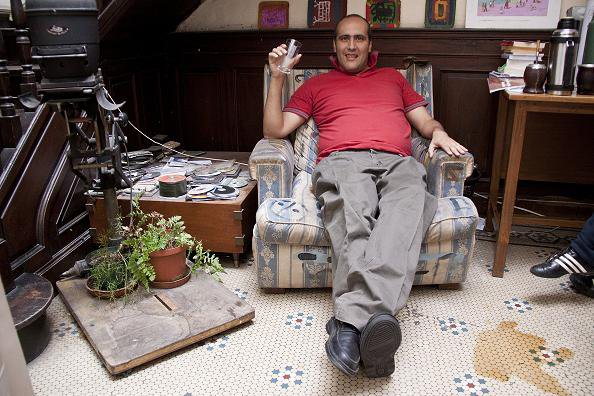
Ramiro Guzmán

Ramiro Guzmán (* 25. September 1972 in Montevideo, Uruguay) ist ein uruguayischer Schriftsteller und Musiker.

## Leben und Wirken
In den 1980er Jahren war Guzmán bereits Gewinner eines von der Uruguayischen Nationalbibliothek ausgerichteten Literatur-Wettbewerbs für Kinder mit seiner Geschichte La huída y la experiencia de una vela. Als 16-Jähriger veröffentlichte er mit La leyenda de los Eoeses bereits sein erstes Buch, das bei Ediciones Prisma veröffentlicht wurde. Für seinen 1995 bei Ediciones de la Plaza erschienenen Roman Espuma, der einen Prolog von Jaime Roos enthält, wurde er seitens des Uruguayischen Bildungs- und Kulturministeriums mit einem Preis bedacht. Guzmán hat im Verlaufe seiner bisherigen schriftstellerischen Tätigkeit umfangreich publiziert. Zudem trat er als Liedtexter in Erscheinung.

## Veröffentlichungen

### Bibliographie
- 1988: La leyenda de los Eoeses
- 1990: Tratado sobre la mortalidad del cangrejo (erschienen bei Ediciones de la Banda Oriental)
- 1992: Siempre al borde
- 1995: Espuma
- 1997: La solución está en tus ojos
- 1998: Al pie de una fuente
- 2000: Saquito turquesa (erschienen bei Ediciones Corregidor)
- 2002: Antes del qué es y el soñarás
- 2003: El cielo peregrino (erschienen bei Ediciones Linardi y Risso)
- 2004: La Ramírez al guiso (erschienen bei Ediciones Eoeses)
- 2004: María Treinta y Tres
- 2005: La alegría de mi llanto
- 2006: Una hermosa poetisa (erschienen bei Ediciones Carolina)
- 2006: Homus Crazy
- 2006: Sagrada concha de mar
- 2006: Eros fulgurando según la astronomía
- 2006: El vacío repleto (diálogos con Carlos Cipriani)
- 2006: Orando en la escollera
- 2008: Contra los alambrados
- 2008: La filmación
- 2009: Baile entre el mestizo y la diosa (erschienen bei Arca)

### Diskografie
- 2000: Ruina Amada
- Obdulio
- Ley Ginebra (mit Musik Miguel Dantarts)
- Ramiro Guzmán - Hugo Fattoruso (mit Hugo Fattoruso)
- Bares Almad (mit Eduardo Sábat und Hugo Fattoruso)
- Universalia (mit Hugo Fattoruso)
- Hada Madrina (mit Leonardo Figuera)
- Kibalionando (Ramiro Guzmán y el invencible séndicos)
- Dos doncellas rugen (mit seiner Band Freno Advertial)
- Amarte en esta tierra (mit Mario Villagrán)
- La llegada de Yamené (mit Nacho Ibarlucea)